# Hrabstwo Pepin
Hrabstwo Pepin (Pepin County) – amerykańskie hrabstwo w stanie Wisconsin (USA), zamieszkane przez nieco ponad 7 tys. osób. Jego stolicą jest miasto Durand.
Jednostka zajmuje powierzchnię 644 km², z czego prawie 6,6% stanowią wody.

## Miasta
- Albany
- Durand – city
- Durand – town
- Frankfort
- Lima
- Pepin
- Stockholm
- Waterville
- Waubeek

## Wioski
- Pepin
- Stockholm

## CDP
- Arkansaw